# Problepsis eucircota
Problepsis eucircota là một loài bướm đêm trong họ Geometridae.